# Chapalichthys peraticus
Chapalichthys peraticus är en fiskart som beskrevs av Álvarez, 1963. Chapalichthys peraticus ingår i släktet Chapalichthys och familjen Goodeidae. Inga underarter finns listade i Catalogue of Life.